# مديرية عمران

تعديل مصدري - تعديل

مديرية عمران أكبر مديريات محافظة عمران في اليمن. بلغ عدد سكانها 96375 نسمة عام 2004. تضم المديرية عزلتين. مركز المديرية مدينة عمران.

موقع مديرية عمران في محافظة عمران